# Lëtzebuerger Exilregierung
Die Lëtzebuerger Exilregierung war vom 10. Mai 1940 bis 23. September 1944 die nach dem deutschen Einmarsch in Luxemburg geflohene Exilregierung des Großherzogtums Luxemburg, die von Staatsminister Pierre Dupong gebildet wurde.

## Geschichte
Während der deutschen Invasion und Besetzung des Landes im Rahmen des Westfeldzugs am 10. Mai 1940 wählten die Großherzogin und ihre Regierung den Weg ins Exil. Dies hatte die Regierung schon vorher, nach dem Ausbruch des Zweiten Weltkriegs am 1. September 1939 und dem darauf folgenden Sitzkrieg, der die Verletzung der luxemburgischen Neutralität immer wahrscheinlicher werden ließ, für den Fall des Angriffs und der vollständigen Besetzung des Landes durch die Wehrmacht beschlossen.
Die Flucht ins Exil war zwar im Voraus entschieden worden, sie wurde allerdings schlecht vorbereitet. Die Regierung hinterließ weder eine schriftliche Begründung für die verstörte Bevölkerung, noch Anweisungen für die Kommission, die für die provisorische Verwaltung des Landes zuständig war. Die hastige und schlecht vorbereitete Abreise könnte einerseits durch das Bestreben die Absicht der Regierung möglichst lange geheim zu halten begründet sein, andererseits auch durch das Überschlagen der Ereignisse. Der Vorstoß der deutschen Truppen war zumindest so schnell verlaufen, dass einer der Minister, Nicolas Margue, von deutschen Einheiten eingeholt wurde, bevor er das Land verlassen konnte. Um die Aktion seiner Kabinettskollegen nicht zu gefährden, informierte er die Kammer, dass er aufgrund der Umstände vorübergehend auf die Ausübung des Ministeramtes verzichten müsse.
Zunächst nahm die Exilregierung ihren Sitz in Paris. Angesichts der drohenden französischen Niederlage floh sie weiter nach Portugal. Inzwischen hatte in Luxemburg eine Verwaltungskommission aus Regierungsräten unter Leitung von Albert Wehrer die Führung der Regierungsgeschäfte übernommen, um die durch die Flucht der Regierung entstandene Lücke zu füllen. Sie hoffte auf eine Einigung mit den deutschen Militärbehörden. Verwaltungskommission und Abgeordnetenkammer forderten die Großherzogin Charlotte und die Regierung auf, ins Land zurückzukehren. Die luxemburgischen Behörden hatten die Hoffnung noch nicht aufgegeben, dass das Land auch in einem von Hitler-Deutschland dominierten Europa unabhängig bleiben könnte. Die Exilregierung nahm dazu während des gesamten Juli in Lissabon eine unentschiedene Haltung ein: Während sich Pierre Dupong und die Großherzogin für eine Rückkehr aussprachen, nahm Außenminister Joseph Bech eine skeptische Haltung ein. Die Errichtung des deutsch verwalteten CdZ-Gebiet Luxemburg setzte diesen Diskussionen ein jähes Ende. Am 29. Juli 1940 wurde Gustav Simon, NS-Gauleiter von Koblenz-Trier, zum Chef der Zivilverwaltung (CdZ) in Luxemburg ernannt. Alle Institutionen des luxemburgischen Staates wurden aufgehoben.
Daraufhin entschied die Exilregierung sich dem Lager der gegen Deutschland verbündeten Alliierten beizutreten und einen doppelten Regierungssitz zu nehmen: Die großherzogliche Familie, Pierre Dupong und zunächst auch Victor Bodson ließen sich im kanadischen Montreal nieder. Joseph Bech und Pierre Krier blieben hingegen in London, das Hauptsitz auch anderer Exilregierungen war, insbesondere der Exilregierungen Belgiens und der Niederlande.
Erste Aktion der Exilregierung war ein Protest gegen die Verletzung der Unabhängigkeit und Neutralität durch Deutschland und ein Hilfeersuchen an Frankreich und Großbritannien. Der Gang ins Exil, zuerst nach Frankreich und schließlich nach Großbritannien und Kanada, bedeutete für die luxemburgische Regierung den Verzicht auf ihre traditionelle Neutralitätspolitik. Sie schloss sich dem Lager der Länder an, das Krieg gegen die Achsenmächte führte. Trotz der geringen Größe Luxemburgs unterstützte die Exilregierung die Vereinbarungen der Anti-Hitler-Koalition, die die Grundlagen für die Nachkriegszeit legten: Luxemburg unterzeichnete die Erklärungen des St. James’s Palace (12. Juni 1941), die Deklaration der Vereinten Nationen (1. Januar 1942), unterstützte die Atlantik-Charta (14. August 1941) und nahm an der Bretton-Woods-Konferenz (Juli 1944) teil, die ein neues internationales Währungssystem einrichtete. Die Regierung hatte die Lehren aus dem Ersten Weltkrieg gezogen. Alles diplomatische Handeln war auf ein einziges Ziel ausgerichtet: das Überleben des Landes sichern und verhindern, dass es am Ende des Krieges zu einer „Luxemburg-Frage“ kommt. Trotz seines nur geringen militärischen Beitrags sollte Luxemburg von den anderen Mächten als eigenständiger Verbündeter anerkannt werden. Durch die Schaffung einer Einheit aus luxemburgischen Freiwilligen im Jahr 1944 konnte die Regierung einen kleinen militärischen Beitrag zu den alliierten Kriegsanstrengungen leisten. Die Einheit wurde in die belgische Brigade Piron integriert.
Während des Krieges betrieb die Regierung eine sehr aktive Kommunikationspolitik, die zum einen die Stimme Luxemburgs im Konzert der Vereinten Nationen hörbar machen und zum anderen die Moral der luxemburgischen Bevölkerung stärken, die dem Terrorregime der Besatzer ausgeliefert war. Sie veröffentlichte ein Graubuch und Artikel in der angelsächsischen Presse und erhielt Programme in luxemburgischer Sprache bei der BBC. Die Sache Luxemburgs profitierte außerdem stark vom Ansehen, das die Großherzogin bei US-Präsident Roosevelt genoss. Die Großherzogliche Familie wurde während des Krieges mehrfach ins Weiße Haus eingeladen.
Der Krieg brachte Belgien und Luxemburg näher zusammen. Die seit 1922 bestehende UEBL hatte in der Zwischenkriegszeit viele Krisen durchlebt. Angesichts der Kriegsgefahren wurden die wirtschaftlichen und geldpolitischen Bindungen zwischen beiden Ländern wieder enger. Für die Nutzung der Ressourcen aus der belgischen Kolonie Kongo gewährte Belgien der luxemburgischen Regierung erhebliche finanzielle Unterstützung. Diese war jeglicher Eigenmittel beraubt, da die staatliche Goldreserve, die sie 1938–1939 der Belgischen Nationalbank anvertraut hatte, in die Hände der deutschen Besatzer geraten war. Mit der Befreiung beider Länder wurde durch die Regierungen die Neugründung der UEBL vorbereitet. Am 31. August 1944 beschlossen sie in London die Parität des belgischen Frankens mit dem luxemburgischen Franken wiederherzustellen. Mit der Unterzeichnung der Benelux-Zollunion am 5. September 1944 unter Hinzuziehung der Niederlande wurden die Beziehungen noch weiter ausgebaut.
Ein großes Problem der Exilregierung war die Aufnahme von luxemburgischen Flüchtlingen, denen es gelungen war, England zu erreichen. Nach dem Krieg kritisierten viele die Regierung dafür, dass sie sich nicht ausreichend darum bemüht hat, sie zu retten oder ihnen zu helfen, die britischen Inseln zu erreichen, zum Beispiel diejenigen, die in Südfrankreich oder in spanischen Lagern gestrandet waren.
Im Exil konnte die Regierung über die Zukunft der luxemburgischen Gesellschaft nachdenken. Die beiden sozialistischen Minister fühlten sich ausgeschlossen von der luxemburgischen Außenpolitik, die von Bech und Dupong gestaltet wurde und versuchten Lösungen für die innenpolitischen Probleme der Nachkriegszeit zu finden. Victor Bodson bereitete eine Justizreform vor, um die Kollaborateure strafrechtlich zu verfolgen und zu verurteilen. Pierre Krier seinerseits verstärkte die Kontakte zu englischen Gewerkschaftern und Führern der Labour Party. Der Luxemburger Minister für Arbeit und Soziale Sicherheit entdeckte dabei die Ideen des Sozialstaats und war begeistern vom Beveridge-Modell. Er entwickelte den Traum von einem „neuen Luxemburg“, das die Einführung einer Sozialversicherung für alle vorsah. Auch wenn einige Meinungsverschiedenheiten innerhalb der Exilregierung an die alten ideologischen Kämpfe vor dem Krieg erinnerten, wollten alle Kabinettsmitglieder eine neue soziale und politische Krise wie nach dem Ersten Weltkrieg vermeiden.
Am 23. September 1944, knapp zwei Wochen nach der Befreiung der Hauptstadt Luxemburg durch die amerikanische Armee, kehrte die luxemburgische Regierung aus dem Exil zurück.
Der Luxemburgischen Exilregierung gehörten folgende Kabinettsmitglieder an:

## Mitglieder
| Amt                                                                                        | Name          | Beginn der Amtszeit | Ende der Amtszeit  | Partei | Partei |
| ------------------------------------------------------------------------------------------ | ------------- | ------------------- | ------------------ | ------ | ------ |
| Staatsminister, Präsident der Regierung, Zentrale Verwaltung, Armee, Finanzen, Sozialhilfe | Pierre Dupong | 10. Mai 1940        | 23. September 1944 |        | RP     |
| Auswärtige Angelegenheiten, interimistisch Weinbau, Kunst und Wissenschaft                 | Joseph Bech   | 10. Mai 1940        | 23. September 1944 |        | RP     |
| Justiz, öffentliche Arbeiten, Transport und Elektrizität                                   | Victor Bodson | 10. Mai 1940        | 23. September 1944 |        | AP     |
| Soziale Sicherheit und Arbeit, Bergbau                                                     | Pierre Krier  | 10. Mai 1940        | 23. September 1944 |        | AP     |